# Asticta innocens
Asticta innocens là một loài bướm đêm trong họ Erebidae.